# Anti-Q RNA

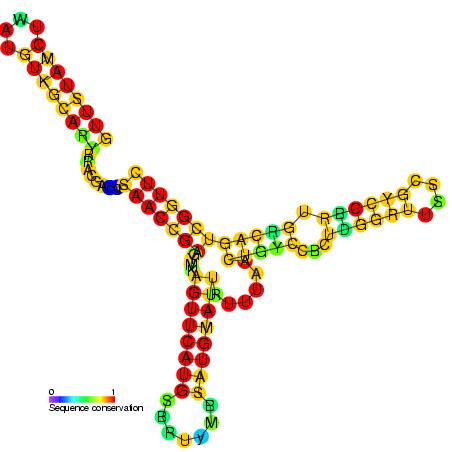
Przewidywana struktura drugorzędowa Anti-Q RNA, kolorami oznaczono konserwatyzm nukleotydów

Anti-Q RNA (wcześniej zwany Qa RNA) – mały niekodujący RNA obecny w podlegającym koniugacji plazmidzie pCF10 bakterii Enterococcus faecalis. Należy do elementów cis-regulacyjnych swojego targetu prgQ, choć może także działać w sposób trans. Anti-Q znany jest z interakcji cząsteczkami pełniącymi funkcję intrinsic terminator bądź atenuatorem, zabezpieczając dalej leżące geny przed transkrypcją. Taki sposób regulacji polega na tej samej zasadzie co tzw. countertranscript-driven attenuators, kontrolujące ilość kopii pT181, pAMbeta1 i pIP501 oraz spokrewnionych z nimi plazmidów gronkowcowych.
Anti-Q ulega transkrypcji z tego samego segmentu DNA co prgQ, nie licząc przeciwnego łańcucha, w efekcie czego jest on dokładnie komplementarny do części prgQ. Dalsze doświadczenia przyniosły potwierdzenie eksperymentalne pierwotnej konsensusowej struktury drugorzędowej i pokazała, że jedynie pewne regiony Anti-Q wchodzą w interakcje z prgQ.